# روث وگا فرناندز
روث وگا فرناندز (به انگلیسی: Ruth Vega Fernandez) (زاده ۱۲ آوریل ۱۹۷۷) بازیگر اسپانیایی-سوئدی است.
از کارهای معروف او می‌توان به بازی در فیلم با هر تپش قلب اشاره کرد.